# Perpezac-le-Noir
Perpezac-le-Noir è un comune francese di 1 075 abitanti situato nel dipartimento della Corrèze nella regione della Nuova Aquitania.

## Società

### Evoluzione demografica
Abitanti censiti